# Aeroportul Tres de Mayo
Aeroportul Tres de Mayo (IATA: PUU, ICAO: SKAS) este un aeroport din Puerto Asís⁠(d), Putumayo⁠(d), Columbia ce deservește zona Puerto Asís⁠(d). Aeroportul a fost tranzitat în 2022 de 143.202 pasageri.
Situat la o altitudine de 248 m, aeroportul dispune de o singură pistă.